# Verstopschildmos
Het verstopschildmos (Melanelixia subaurifera) is een korstmos uit de familie Parmeliaceae. Hij groeit het hele jaar op hout en bomen met een niet al te zure schors. Hij wordt ook vaak aangetroffen op verweerd dood hout (bijvoorbeeld bruggetjes en hekken).

## Determinatie

### Uiterlijke kenmerken
Het thallus is bladvormig, niet glimmend, centraal aangedrukt, maar vaak vrij aan de randen. De diameter is 8–10 cm. De bovenzijde is bruin tot groenbruin of met een roodachtige tint. De onderzijde van het thallus is donkerbruin tot zwart. De lobben zijn 5 mm breed, onregelmatig ingesneden en aan de randen gekarteld. Meestal zijn er wittige soralen aanwezig, die ontstaan bij afgebroken isidiën. De isidiën zijn altijd aanwezig, bruin, cilindrisch en niet vertakt, bij aanraking makkelijk afbrekend. De apotheciën zijn zeldzaam aanwezig (in Nederland nooit). 
Hij heeft de volgende kleurreacties:
- medulla (merg): C+ (roze of rood), K–, KC+ (rood), Pd–, UV–
- cortex (schors): K- of K+ (geel), C-, KC-, P-, N-, HNO3-

### Microscopische kenmerken
De asci hebben acht ascosporen. De ascosporen zijn ellipsoïde hebben de maat 9–12 × 5,5–7 μm.

## Verspreiding
Het verspreidingsgebied van verstopschildmos omvat Noord-Amerika, Europa, Azië en Noord- en Centraal-Afrika. In Nederland komt hij komt vrij algemeen voor. Hij staat niet op de rode lijst en is niet bedreigd.